# Lugossy Gyula
Lugossy Gyula (Szombathely, 1939. november 11. –) magyar író.

## Élete
Iskoláit Budapesten végezte. 1958-ban érettségizett, majd a Budapesti Műszaki Egyetemen tanult.
A mérnöki tanulmányokat nem fejezte be. Miközben érdeklődése az irodalom és a nyelvek felé fordult
különféle munkahelyeken dolgozott. Irodalmi lapjaink 1966-tól kezdve, rendszeresen közlik írásait.
A hatvanas évek végén feltűnt fiatal írógeneráció egyik jellegzetes, egyéni hangú képviselője.
Műveiben sorsuk szorításában vergődő embereket - fiatalokat ábrázol. A kritika tehetségét,
egyéni látásmódját, eredetiségét, atmoszférateremtő képességét emeli ki.
(A kiadó előszava - A lézengő)
A Művészeti Alap Ösztöndíja 1967–72.
Az emberben - minden egyes emberben - számtalan lehetőség lakozik. Nem egy arcunk van,
hanem sok, amelyek azonban rejtve maradnak a többi ember, s többnyire még önmagunk előtt is.
Melyik kerül felszínre a sokféle lehetőség közül, vajon melyik határozza meg életünk irányát?
Mi határozza meg személyiségünket? Rejtett ösztöneink, adott élethelyzetünk, a többi ember
példája és kényszere, vagy egyszerűen csak a sors szeszélye?
Urai vagyunk-e egyáltalán életünknek és önmagunknak? (Lugossy Gyula - A rejtőzködő)

## Művei

### Önálló kötetei
- Körforgások (1964 - 1969) - elbeszélések, Szépirodalmi Könyvkiadó (1970)
- A jövevény (1968. február) - regény, Magvető Kiadó (1971)
- A lézengő (1972 december) - regény, Szépirodalmi Könyvkiadó (1972)
- Széthullások (1970 - 1973) - 3 kisregény, Szépirodalmi Könyvkiadó (1975)
- Alámerülések (1967 - 1976) - novellák, Szépirodalmi Könyvkiadó (1978)
- A lázadó (1981 - 1982) - regény, Szépirodalmi Könyvkiadó (1984)
- A rejtőzködő (1984 - 1985) - regény, Szépirodalmi Könyvkiadó (1988)
- Kínos ügy (1984 - 1993) - elbeszélések, Kézirat Kiadó (1996)
- A barátnő. Regény-1986; Ego, Bp., 2016 (Bűntársak)
- A bosszúálló. Regény; Ego, Bp., 2016 (Bűntársak)
- Az élettárs. Regény-2012; Ego, Bp., 2016 (Bűntársak)
- A könyvügynök. Regény-1972; Ego, Bp., 2016 (Bűntársak)
- A lélekrabló. Regény-1973; Ego, Bp., 2016 (Bűntársak)
- A leszámolás. Regény-2015; Ego, Bp., 2016 (Bűntársak)
- A megrontó. Regény-2014; Ego, Bp., 2016 (Bűntársak)
- A megszállott. Regény; Ego, Bp., 2016 (Bűntársak)
- Az áruló. Regény; Ego, Bp., 2016 (Bűntársak)
- A nyomozó. Regény; Ego, Bp., 2016 (Bűntársak)
- Jelenségek. Elbeszélések; Ego, Bp., 2016
- Történések. Elbeszélések; Ego, Bp., 2016
- A csábító. Regény; Ego, Bp., 2016
- Egy nő jelenléte. Regény; Ego, Bp., 2020

### Antológiákban
- A gyűlölet (elbeszélés, 1969 - Naponta más, fiatal írók antológiája - Magvető Kiadó)
- Az új szálloda (elbeszélés, 1981 - A medveölő fia, 38 fiatal prózaíró - Kozmosz Könyvek)

### Az Új Írásban megjelent
- Albérletben. Novella. = 1972. 11. sz. 47-51. p.

- A házmester. Novella. = 1968. 2. sz. 46-51. p.

- A levélhordó. Novella. = 1969. 10. sz. 33-47. p.

- Antiriport az elmaradottságról. Riport (+ képek a riportalanyról.) Figyelemre méltó emberek sor. = 1971. 7. sz. 58-63. p. (Kép: mell. 4.)

- L. Gy. (irása a szerkesztőségi ankétra. Az emberi szó jelene és jövője.) = 1971. 5. sz. 68-69. p.

- L. Gy. (Válasza a szerkesztőségi körkérdésre. Fiatal irók vallomásai. Mérleg.) = 1969. 8. sz. 74-75. p.

- L. Gy. (irása az 1972. évi külön melléklet számára. Min dolgoznak a magyar irók?) = 1972. 12. sz. 141-142. p.

- Náduvari Anna: Tétova kegyetlenség. L. Gy.: Körforgások (c. novellakötetéről.) = 1970. 10. sz. 126-127. p.

- Udvarhelyi András: Az unalom variációi. L. Gy.: A jövevény (c. regényéről.) = 1971. 7. sz. 126-127. p.

- Váncsa István: A valóságon kivül. L. Gy.: A lézengő (c. regényéről.) = 1973. 3. sz. 123-124. p.

- Lugossy Gyula portréja. Fotó. = 1969. 8. sz. 74. p.

- Lugossy Gyula portréja. Fotó. = 1972. 12. sz. 141. p.